# João Taylor
João Taylor (Greenwich, 22 de novembro de 1796 — Rio de Janeiro, 26 de novembro de 1855) foi um militar, oficial das marinhas inglesas e brasileiras. 

## Biografia
Filho de Natanael e Catarina Taylor, João (John) Taylor nasceu em Greenwich, atual grande Londres, em 22 de Novembro de 1796. Foi brilhante oficial da marinha britânica e um dos mais bravos servidores do Brasil até os últimos dias de sua carreira. Em homenagem a sua memória existe a Rua Taylor, entre os bairros da Lapa e da Glória, no Rio de Janeiro, e também a Rua Luiza Taylor Silva, no bairro Mauá de São Caetano do Sul. 

## Marinha

### Marinha Real Britânica
Em 1805, na Batalha de Trafalgar, serviu no navio-almirante HMS Victory, sob comando de Horatio Nelson. Era oficial da marinha inglesa quando por ocasião da proclamação da Independência do Brasil, se achava no porto do Rio de Janeiro.

### Armada Imperial Brasileira

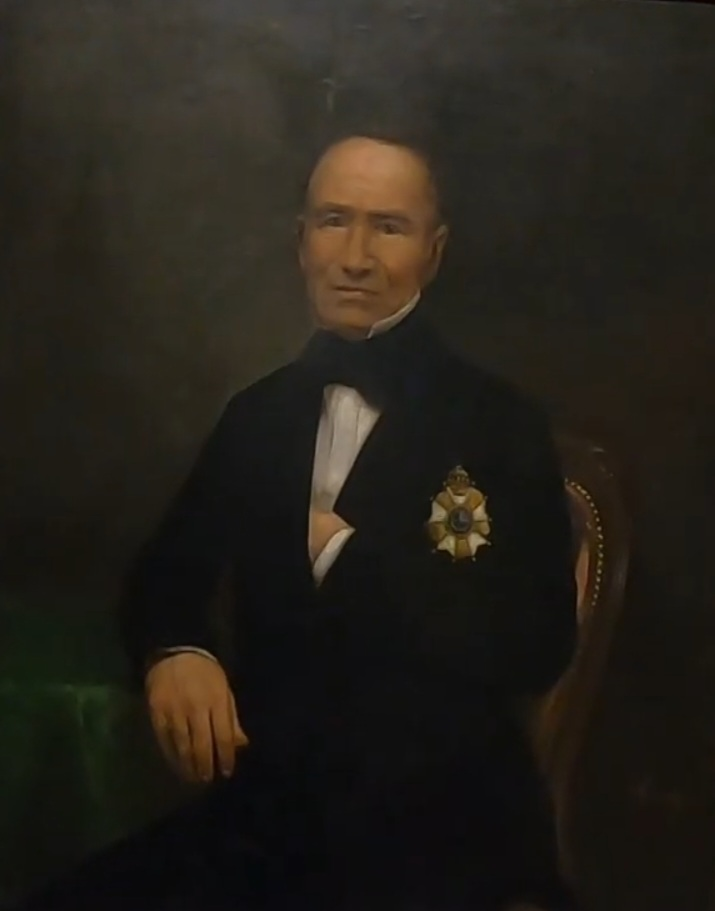
Retrato no Museu Naval, Rio de Janeiro

Tendo sido organizada a esquadra nacional, desertou da Marinha Real Britânica, sendo admitido ao posto de capitão-de-fragata na Armada Imperial Brasileira. Quando seu pai soube dessa deserção, indignado, deserdou-o, enviando apenas um xelim, "para comprar uma corda e com ela se enforcar".
Sob o comando de Lord Cochrane, tomou parte na Guerra da Independência do Brasil.
Como capitão de mar e guerra da Armada Brasileira, comandou a fragata Niterói. Em Julho de 1823, a Armada Portuguesa, retirando-se para Portugal, foi perseguida pela Armada Brasileira e depois, somente pela Niterói. Nesta ação solitária, a Niterói perseguiu a esquadra portuguesa através do Atol das Rocas, Cabo Verde, Açores, chegando ao estuário do Tejo próximo a Lisboa, surpreendendo os portugueses. Durante tal ação, que durou quase um ano, Taylor capturou 19 navios portugueses (4 no retorno ao Brasil). Após o retorno, em conversa com o imperador Pedro I, teceu elogios a seu grumete Joaquim Marques Lisboa, futuro Marquês de Tamandaré e Patrono da Marinha do Brasil. Foi comandante de divisão nacional e imperial surta em Pernambuco, encarregado de combater os rebeldes da Confederação do Equador.
Durante o bloqueio a Recife, escreveu uma carta ou proclamação em 1º de abril de 1824 aos habitantes de Pernambuco, reproduzida na página 416 da obra «Frei Joaquim do Amor Divino Caneca», Coleção Formadores do Brasil. Tinha ordens de fazer empossar na presidência da província Francisco Pais Barreto e prender Manuel de Carvalho Pais de Andrade. Naquele mesmo ano, naturalizou-se brasileiro.
Por questões políticas demitiu-se do serviço da Armada, sendo mais tarde reintegrado ao posto de capitão-de-mar-e-guerra e graduado em chefe de divisão em 1º de dezembro de 1825. Posteriormente foi ajudante de ordens e encarregado do quartel-general da Marinha e depois  comandante dos navios desarmados surtos no porto do Rio de Janeiro.  Promovido a chefe de esquadra em 14 de março e a vice-almirante por decreto imperial de 7 de dezembro de 1851. Era condecorado com várias medalhas militares. 

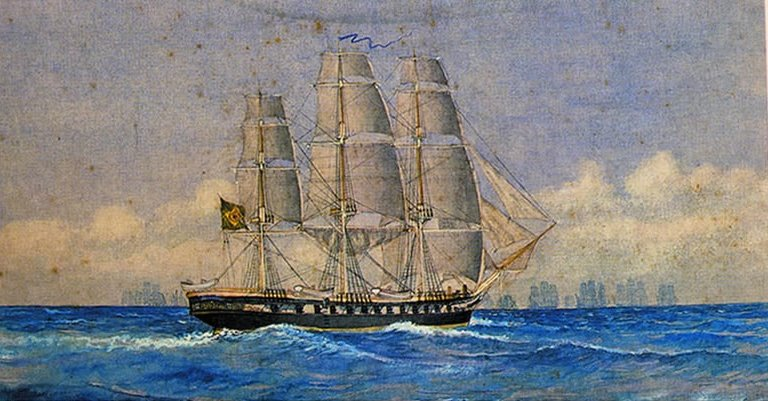
Fragata Niterói da Marinha Imperial, perseguindo os navios portugueses que se retiram da Bahia (aquarela do vice-almirante Trajano Augusto de Carvalho).